# Tatsuki
Tatsuki  è un nome proprio di persona giapponese maschile e femminile.

## Origine e diffusione
È scritto in hiragana たつき, mentre in kanji come:
- 龍揮
- 辰月
- 達希
- 竜姫

È spesso formato dai seguenti ideogrammi: 月 (luna), 田 (campo di riso), 貴 (prezioso), 達, 樹 (foresta), 龍/竜 (drago).

## Onomastico
Si tratta di un nome adespota, in quanto non esistono santi chiamate così. L'onomastico si festeggia dunque il 1º novembre, giorno di Ognissanti.